# 威索克斯鎮區 (伊利諾伊州卡羅爾縣)
威索克斯鎮區（英語：Wysox Township）是位於美國伊利諾伊州卡洛爾縣的一個行政鎮區。

## 地方資料
根據2010年美國人口普查的數據，威索克斯鎮區的面積為98.60平方千米，當中陸地面積為98.60平方千米，而水域面積為0.00平方千米。當地共有人口1294人，而人口密度為每平方千米13.12人。